# 알레포국
알레포국(프랑스어: État d'Alep, 아랍어: دولة حلب)은 산레모 회의에서 나온 시리아에 대한 프랑스의 위임통치와 더불어 시리아의 파이살 국왕의 왕가가 오래가지 못하고 무너지자 프랑스 장군 앙리 구로가 설립한 여섯 개의 국가 가운데 중 하나이다.
프랑스 위임통치령 시리아 내에 위치하였다. 또다른 국가들로는 다마스쿠스국(1920년), 알라위국(1920년), 자발 드루즈국(1921년), 알렉산드레타군(1921년), 그리고 오늘날 레바논이 되는 대레바논(1920년)이 있었다.

## 시리아의 연방화와 시리아국
1922년 6월 22일 앙리 구로 장군은 다마스쿠스국과 알레포국, 알라위국을 포함한 시리아 연방을 발표했다. 하지만 그 후 1924년에 알라위국은 연방에서 다시 분리되었다. 그리고 시리아 연방은 1924년 12월 1일 시리아국이 되었다.

## 같이 보기
- 알라위국
- 자발 드루즈국
- 알레산드레타/하타이
- 프랑스 식민 제국